# Paisley Park (chanson)
Singles de Prince
Take Me with U
(1985) Raspberry Beret
(1985)
Paisley Park est une chanson de Prince et du groupe The Revolution parue sur l'album Around the World in a Day. Prince enregistra tous les instruments sur la chanson avec Wendy Melvoin et Lisa Coleman pour les chœurs et Novi Novog au violon.
Le titre fut interprété la première fois lors de la tournée Hit n Run – Parade Tour durant la première date le 3 mars 1986 à Minneapolis. La face-b She's Always in My Hair, servit aussi pour le single Raspberry Beret, second single issue de l'album Around the World in a Day dans certains pays.
Le single se classa à la 61e position dans les charts britanniques le 25 mai 1985 puis atteignit la meilleure position le 29 juin 1985 à la 18e place. Le single se classa aussi à la 40e aux Pays-Bas le 8 juin 1985 et à la 26e position en Nouvelle-Zélande le 25 août 1985.